# Arnold Rieck
Pour les articles homonymes, voir Rieck.
Arnold Rieck (1876 à Berlin - 1924) est un acteur allemand.
Rieck s'est d'abord fait un nom en tant que chanteur de distiques et en tant qu'artiste solo avec des performances humoristiques - et est ainsi devenu le précurseur du comédien de stand-up classique . En 1897, il fait ses débuts artistiques à Gera et depuis ses débuts berlinois en 1900 au Théâtre Apollo, il travaille principalement sur les scènes de la capitale. Il a commencé sa période la plus réussie en tant que star du Théâtre Thalia de Berlin, où il a pu être vu dans des comédies aussi populaires que Charley's Aunt

## Filmographie non exhaustive
- Lehmanns Brautfahrt (1916)
- Frau Lenes Scheidung (1917)
- Der Vetter aus Mexiko (1917)
- Der Vorstadt Caruso (1920)
- Killemann hat 'nen Klaps (1920)
- Mutter und Kind (1924)